# Кірябінське
Кіря́бінське (рос. Кирябинское, башк. Кирәбе) — село у складі Учалинського району Башкортостану, Росія. Адміністративний центр Кірябінської сільської ради.
Населення — 485 осіб (2010; 593 в 2002).
Національний склад:
- росіяни — 75%